# Paratoxodera borneana
Paratoxodera borneana es una especie de mantis de la familia Toxoderidae. Fue identificada primero como una subespecie de P. cornicollis.

## Distribución geográfica
Se encuentra en Brunéi.